# James Archer

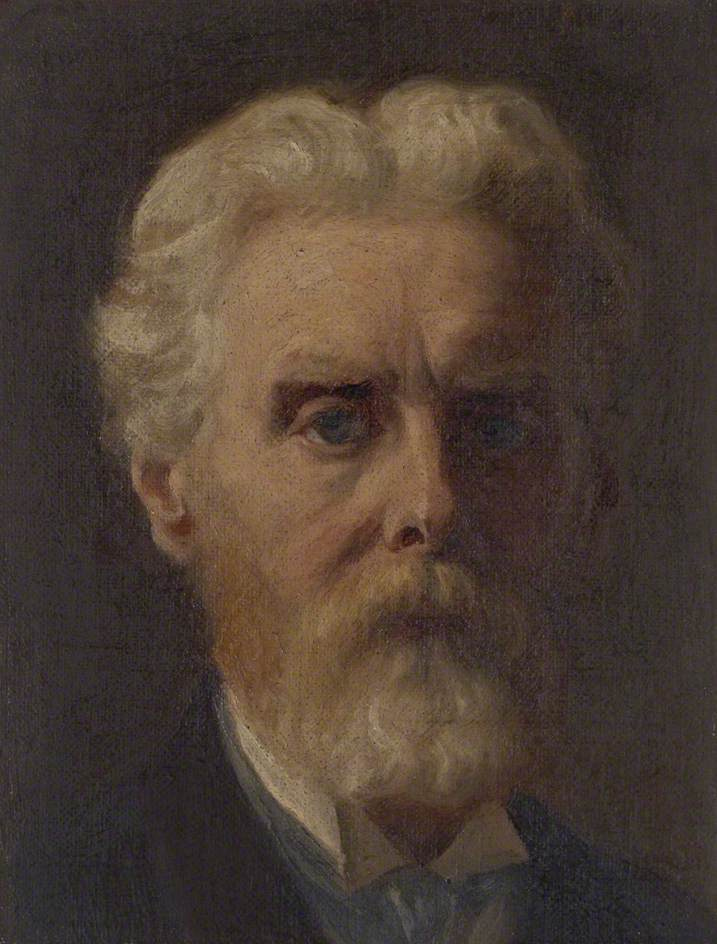
James Archer.

James Archer (Edimburgo, 10 de junho de 1822 — Surrey, 3 de setembro de 1904), foi um pintor escocês de retratos, paisagens e cenas históricas.

## Vida e obra

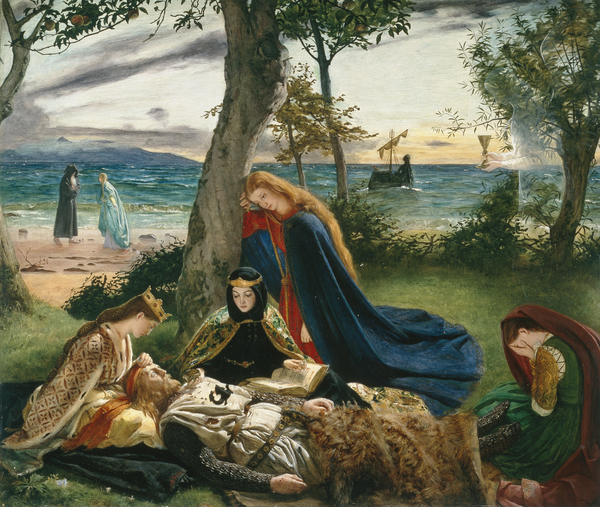
A morte do Rei Arthur, pintura de James Archer.

Archer nasceu em Edimburgo, na Escócia, filho de um pai dentista Andrew Archer e sua mãe Ann Cunningham. Em 1840 foi estudante na Academia Real Escocesa onde exibiu pela primeira vez em 1842 sua pintura, "A Criança St John in the Wilderness". Em 1850, tornou-se um associado da academia e 1858 foi acadêmico desta instituição (RSA).
No início de sua carreira especializou-se em retratos com pintura a óleo, seu trabalho mais conhecido inclui crianças e pessoas em traje com seus súditos. Em 1849 ele exibiu seu primeiro trabalho "A Última Ceia", na Academia Real Escocesa. Seus trabalhos consistia principalmente em cenas tiradas da literatura ou lendas que eram populares na época, como Shakespeare e Rei Arthur. Em 1859 começou a pintar uma série de obras, incluindo "La Morte d'Arthur", "Sir Lancelot" e "Guinevere Rainha". Em 1864 mudou-se para Londres.
Nos anos de 1880, James Archer viajou para os Estados Unidos, onde pintou retratos de Andrew Carnegie e depois foi para a Índia, onde pintou paisagens e pessoas com roupas.
Archer casou-se com Jane Clerk onde teve três filhos e morreu em 1904 numa cidade chamada de Haslemere no condado de Surrey na Inglaterra.